# Christopher Nkunku
Christopher Alan Nkunku (* 14. November 1997 in Lagny-sur-Marne) ist ein französischer Fußballspieler. Der Mittelfeldspieler spielte von 2019 bis 2023 beim deutschen Bundesligisten RB Leipzig und steht seit dem 1. Juli 2023 beim FC Chelsea unter Vertrag. Er wurde von 2010 bis 2019 beim französischen Rekordmeister Paris Saint-Germain ausgebildet. Seit 2022 ist der Stürmer französischer A-Nationalspieler.

## Karriere

### Verein
Nkunku hat kongolesische Wurzeln. Er wurde nach seinen Anfängen bei der AS Marolles und beim RCP Fontainebleau als 13-Jähriger in der Nachwuchsakademie von Paris Saint-Germain aufgenommen. Mit der A-Jugend absolvierte er 17 Spiele (15 Scorerpunkte) in der UEFA Youth League, 2016 gelangte er mit dem Team bis ins Endspiel gegen den FC Chelsea. Ab dem Alter von 18 Jahren stand der Offensivspieler bereits mehrmals im Kader der Profimannschaft und konnte beim Champions-League-Gruppenspiel gegen Schachtar Donezk am 8. Dezember 2015 das erste Mal für sie auflaufen; es folgten noch fünf Erstligaspiele und am Saisonende der erste Landesmeistertitel mit PSG. Auch zwischen 2016 und 2017 war Nkunku weiterhin sowohl für die U19 als auch für die erste Mannschaft aktiv, kam wettbewerbsübergreifend auf sieben Tore sowie vier Vorlagen in 20 Pflichtspielen. Neben dem nationalen Pokal gewann er mit dem Verein auch den Liga- sowie den Superpokal. Nach Abschluss seiner Ausbildung war der Franzose unter dem Cheftrainer Unai Emery sowie unter dessen Nachfolger Thomas Tuchel überwiegend als Einwechselspieler auf verschiedenen Positionen aktiv, wurde mit Paris weitere zwei Mal Landesmeister sowie viermal Sieger nationaler Pokalwettbewerbe.
Zur Saison 2019/20 wechselte Nkunku in die deutsche Bundesliga zu RB Leipzig, bei dem er einen bis Juni 2024 laufenden Vertrag unterschrieb. Unter Trainer Julian Nagelsmann kam er überwiegend im offensiven Mittelfeld sowie auf den Flügeln zum Einsatz und konnte bis zur aufgrund der COVID-19-Pandemie angeordneten Saisonpause in 33 Pflichtspielen (Bundesliga, DFB-Pokal sowie Champions League) 4 Tore selbst erzielen und 15 weitere vorbereiten. Auch unter den seit der Spielzeit 2021/22 tätigen Cheftrainern Jesse Marsch und (nach Marschs Entlassung) Domenico Tedesco war der Franzose im Leipziger Mittelfeld gesetzt; er kam in allen 34 Ligaspielen zum Einsatz und erzielte 20 Tore. Im Mai 2022 gewann Nkunku mit RB Leipzig den DFB-Pokal; er steuerte in der regulären Spielzeit den 1:1-Ausgleichstreffer gegen den SC Freiburg bei. Am Saisonende wurde er zu Deutschlands Fußballer des Jahres gewählt. Zudem wurde er von France Football für den Ballon d’Or 2022 nominiert. Bei der erfolgreichen Titelverteidigung im Pokalfinale 2023 traf er zum 1:0 und gab die Vorlage zum 2:0-Endstand.
Trotz eines bis 2026 datierten Vertrages wechselte er im Juni 2023 für 60 Millionen Euro zum FC Chelsea in die Premier League.

### Nationalmannschaft
Nkunku absolvierte nach Einsätzen für zwei verschiedene Jugendmannschaften Frankreichs im November 2016 sein erstes Spiel für die U20-Nationalmannschaft. Mit ihr nahm er an der WM 2017 teil, bei der man gegen Italien ausschied. Im Jahr 2018 war der Offensivspieler sechsmal für die U21 tätig. Im März 2022 berief Trainer Didier Deschamps Nkunku zum ersten Mal in das Aufgebot der A-Nationalmannschaft und er debütierte bei einem Testspiel gegen die Elfenbeinküste in der Startelf. Die WM in Katar verpasste der 25-jährige wegen eines Außenbandrisses in der Vorbereitung auf das Turnier durch einen Trainingsunfall mit Eduardo Camavinga.

## Erfolge
Paris Saint-Germain
- Französischer Meister (3): 2016, 2018, 2019
- Französischer Pokalsieger (2): 2017, 2018
- Französischer Ligapokalsieger (2): 2017, 2018
- Französischer Supercupsieger (3): 2017, 2018, 2019

RB Leipzig
- Deutscher Pokalsieger (2): 2022, 2023

FC Chelsea
- Conference-League-Sieger: 2025
- Fifa-Club-Weltmeister: 2025

Persönliche Auszeichnungen
- Nominierung für den Ballon d’Or: 2022 (25. Platz)
- Torschützenkönig der Bundesliga: 2023 (16 Tore, geteilt mit Niclas Füllkrug)
- Spieler des Monats der Bundesliga (4): Oktober 2021, Februar, März und April 2022
- VDV-Spieler der Saison: 2021/22
- Wahl in die VDV 11: 2021/22
- Deutschlands Fußballer des Jahres: 2022 (VDS/Kicker)
- Bundesliga-Spieler der Saison: 2021/22 (DFL)
- Bundesliga-Spieler der Saison (Transfermarkt.de): 2021/22[8]
- Sport-Bild-Award 2022 „Aufsteiger des Jahres“[9]

## Persönliches
Nkunku hat mit seiner Lebensgefährtin einen Sohn (* 2020).